# Synthèse en cascade
La synthèse en cascade repose sur la possibilité, qui existe toujours, de décomposer une fonction de transfert quelconque en produit de fonctions de transfert élémentaires. Cette méthode est la plus simple et la plus répandue.
Ainsi pour un filtre d'ordre N, la décomposition de la fonction de transfert comportera N/2 cellules du second ordre si l'ordre du filtre est pair, ou (N-1)/2 cellules du second ordre et une cellule du premier ordre si l'ordre du filtre est impair.
Cette décomposition en produit de fonctions de transfert élémentaires n'est possible que s'il n'y a pas d'interactions entre cellules.

## Organisation de la mise en cascade
La décomposition d'une fonction de transfert élémentaire en produit de fonctions élémentaires du premier et du second ordre n'étant pas unique, il est nécessaire de choisir parmi toutes les solutions possibles une cascade « optimale ».
De par la commutativité de la multiplication, il y a un nombre considérable de choix possibles pour l’affectation des pôles et zéros, pour la position d’une cellule particulière au sein de la cascade (ordonnancement) et, enfin, pour la fixation d’un gain particulier.

### Affectation des pôles et zéros
La détermination des pôles et des zéros de la fonction de transfert du filtre à réaliser doit être calculée, ce qui permettra de les regrouper pour obtenir les fonctions de transfert des cellules élémentaires.
Deux cas peuvent se présenter :
- si le filtre ne comporte pas de zéro, les fonctions de transfert élémentaires sont obtenues en regroupant deux à deux les pôles complexes conjugués. Pour le filtre d'ordre impair, il existe un pôle réel qui correspond à la fonction de transfert du premier ordre.

- si le filtre comporte des zéros, alors plusieurs regroupements sont possibles. Néanmoins, afin d'obtenir la meilleure dynamique possible, le regroupement des pôles et des zéros s'effectuera en regroupant une paire de pôles avec la paire de zéros la plus proche.